# كارل فريدريش ناومان
جورج أماديوس كارل فريدريش ناومان (بالألمانية: Carl Friedrich Naumann)‏ (و. 1797 – 1873 م) هو جيولوجي، وأستاذ جامعي، وعالم معادن ‏ ألماني، ولد في درسدن، كان عضوًا في الأكاديمية الألمانية للعلوم ليوبولدينا (منذ 1863)، وأكاديمية ساكسون للعلوم (منذ 1 يوليو 1846)، والأكاديمية البروسية للعلوم، والأكاديمية الروسية للعلوم، والأكاديمية الأمريكية للفنون والعلوم، والأكاديمية البافارية للعلوم والعلوم الإنسانية، توفي في درسدن، عن عمر يناهز 76 عاماً.

## التعليم
تعلم في جامعة لايبتزغ، وتعلم في جامعة ينا
.

## جوائز
حصل على جوائز منها:
- ميدالية ولاستون (1868)
- زمالة الأكاديمية الأمريكية للفنون والعلوم